# Speak Low If You Speak Love
Speak Low If You Speak Love ist das Solo-Musikprojekt des US-amerikanischen Musikers Ryan Scott Graham.

## Geschichte
Bevor Graham 2010 das Musikprojekt Speak Low If You Speak Love ins Leben rief, war er als Gitarrist in der Rockband Good Luck Varsity aktiv.
Die Veröffentlichung der Debüt-EP Sad to Say verzögerte sich durch seine Aktivität als Musiker bei Good Luck Varsity, sodass Graham das Projekt vorerst auf Eis legte. Zudem kam das Problem, dass er lediglich E-Gitarre und E-Bass spielen konnte. Die EP erschien später im Laufe des Jahres 2011. Nach seinem Ausstieg bei Good Luck Varsity konzentrierte er sich erneut auf sein Musikprojekt. Graham startete eine Crowdfunding-Kampagne auf Kickstarter.com, um die Produktionskosten für das anstehende Debütalbum stämmen zu können. Zuvor veröffentlichte das Projekt eine Split-EP mit der Gruppe Northbound zum kostenlosen Download.
Im Dezember des Jahres 2014 wurde das Musikprojekt von Pure Noise Records unter Vertrag genommen und das Debütalbum Everything But What You Need im März des Jahres 2015 neu aufgelegt. Seit dem Jahr 2014 ist Graham zudem Bassist in der Pop-Punk-Band State Champs. Durch die Hilfe des Labels war es Graham mit seinem Musikprojekt möglich, im Vorprogramm von Four Year Strong, Expire und Defeater zu touren.

## Stil
Speak Low If You Speak Love ist ein Musikprojekt, das akustische Gitarrenmusik spielt und vergleichbar mit ähnlichen Projekten wie Into It. Over It. oder The City on Film ist. Die Musik wird als akustische Popmusik und Emo beschrieben.

## Diskografie
- 2011: Sad to Say (EP, Eigenveröffentlichung)
- 2013: Split-EP mit Northbound (Eigenveröffentlichung)
- 2013: Everything But What You Need (Album, Eigenproduktion, 2015 bei Pure Noise Records neu aufgelegt)